# Летова, Валентина Вячеславовна
Валентина Вячеславовна Летова (род. 1948, Коквицкая гора, Усть-Вымский район, Коми АССР) — советская артистка балета, испанский педагог-балетмейстер, народная артистка РСФСР (1990).

## Биография
Родилась в 1948 году в Коквицкой горе (ныне Коквицы, Республика Коми) вскоре семья переехала в Сыктывкар в Тентюково. Отец был коми, воевал на фронтах Великой Отечественной войны, вернулся израненный, умер в 1950-х годах. Жену-украинку Марию Михайловну он встретил, когда служил в армии. 
Занималась во Дворце пионеров в Сыктывкаре. С 1958 года училась в ЛАХУ имени А. Я. Вагановой.
В 1967—1972 и 1980—1990 годах была артисткой балета Музыкального театра Коми АССР. Заочно окончила филфак Коми государственного педагогического института.  
В 1972—1975 годах выступала в балете ХАТОБ имени Н. В. Лысенко. В 1975—1980 годах была в балетной труппе Днепропетровского АТОБ.
В 1990—1991 годах танцевала в группе Бориса Ивановича Мягкова «Звёзды Москвы», гастролировали в Италии.
В 1992 году переехала в частную консерваторию Малаги «Атенео» (Испания), где преподавала классический танец. В 1993 году создала «Школу Валентины Летовой». В 1993—2000 годах работала с созданной балетной труппой «Катюша». 

## Семья
- первый муж — артист балета Валерий Кирьянов.
  - сын — Дмитрий Кирьянов.
- второй муж — Хосе, был директором колледжа.

## Награды и премии
- Республиканская премия Коми АССР имени В. Савина (1980,1981).
- заслуженная артистка РСФСР (22.01.1985).
- народная артистка РСФСР (26.02.1990).
- Государственная премия РСФСР имени Н. К. Крупской  — за балетный спектакль «Конёк-Горбунок» Р. К. Щедрина, поставленный в Музыкальном театре Коми АССР (Сыктывкар) (1987).

## Партии в балетах
- «Макбет» К. В. Молчанова, балетмейстер-постановщик Леонид Флегматов — леди Макбет
- «Щелкунчик» П. И. Чайковского — Маша
- «Бахчисарайский фонтан» Б. В. Асафьева — Зарема
- «Дон Кихот» Л. Минкуса — Китри
- «Лебединое озеро» П. И. Чайковского— Одетта-Одиллия
- «Тропою грома» К. А. Караева
- «Конёк-Горбунок» Р. К. Щедрина, хореограф-постановщик Мягков — Царь-девица